# Blind Willie McTell (canción)

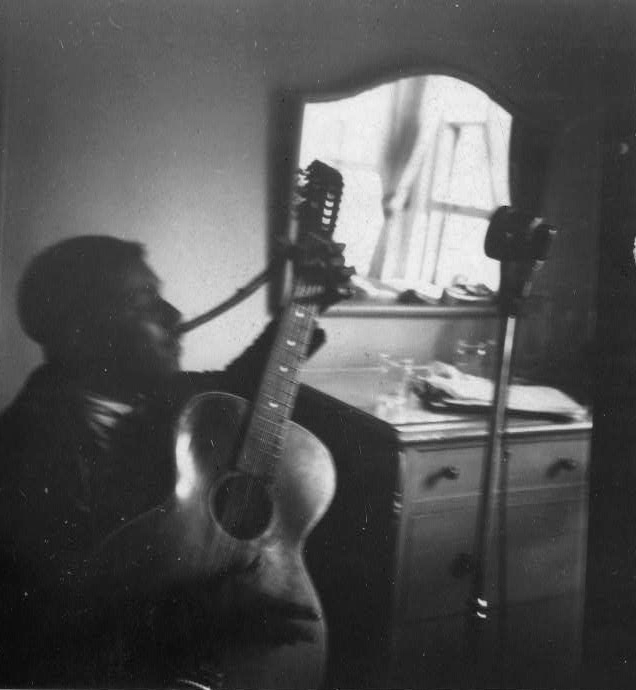
El músico Blind Willie McTell del que habla la canción en 1940

«Blind Willie McTell» es una canción del músico estadounidense Bob Dylan dedicada al músico de blues Blind Willie McTell.
El tema fue grabado en 1983 durante las sesiones de grabación de Infidels, aunque publicado oficialmente en el álbum de 1991 The Bootleg Series Volumes 1-3 (Rare & Unreleased) 1961-1991. La melodía está basada en el tema "St. James Infirmary Blues". Para la canción, Dylan, sentado al piano y acompañado por Mark Knopfler a la guitarra acústica, canta una serie de versos lastimeros con escenas alegóricas que reflejan la historia de la música de América y la esclavitud. Cada verso finaliza con el mismo refrán, que dice: "Nobody can sing the blues like Blind Willie McTell" (lo cual puede traducirse al español como: "Nadie canta el blues como Blind Willie McTell").
Tras tres álbumes de temática evangélica, Infidels obtuvo mejores críticas propias del mundo de la música rock debido a una mayor temática secular, y fue laureado como el regreso de Dylan al formalismo. Cuando la canción fue publicada en bootlegs, fue reconocida como un clásico fácilmente comparable con "Tangled Up in Blue", "Like a Rolling Stone" y "All Along the Watchtower".
No se conocen las razones por las cuales Dylan archivó "Blind Willie McTell", así como otras canciones descartadas de Infidels, en favor de otros temas considerados por sus seguidores como inferiores. A lo largo de los años 80, serían recopiladas canciones valoradas por la crítica y por sus seguidores y que verían la luz a lo largo de los años en bootlegs.
Según la entrevista publicada por la revista musical Rolling Stone el 7 de septiembre de 2006, "Dylan no puede ser perdonado por el hecho de que el mundo haya tenido el placer de esperar y escuchar "Blind Willie McTell", una canción descartada del álbum de 1983 Infidels que ha crecido tanto en el panteón de Dylan como una canción puede crecer, y que él mismo ha tocado en directo desde entonces. ¿Puede ser perdonado? Bob Dylan: "Empecé a tocar esa canción en directo porque escuché a The Band interpretándola. Más bien era un demo, probablemente enseñando a los músicos cómo se debía hacer. Nunca fue completada, nunca estuve por ahí para completarla. No debía de haber alguna otra razón para descartarla del disco. Es como tomar una pintura de Monet o de Picasso, ir a sus casas y mirar una pintura a medio terminar y venderla a la gente que son seguidores de Picasso.""

## Versiones
"Blind Willie McTell" ha sido versionada por una larga lista de músicos, entre los cuales figuran:
- The Respatexans
- The Band
- Scott Holt
- Mick Taylor
- Tom Russell
- Southside Johnny & Little Steven
- Tex Perkins, Don Walker and Charlie Owen
- Einar Stenseng
- Adam Knowles
- Dream Syndicate
- Elliot Murphy & Ian Matthews
- Peter Mulvey & Jeffrey Foucault
- Gazzary BluesBand
- Charlie Parr
- The White Stripes
- De Dijk con Henk Hofstede